# Myxine robinsorum
Myxine robinsorum – gatunek bezszczękowca z rodziny śluzicowatych (Myxinidae). 

## Zasięg występowania
Płd. część Morza Karaibskiego.

## Cechy morfologiczne
Osiąga max. 54 cm długości całkowitej. 

## Biologia i ekologia
Występuje na głębokości 783-1768 m.